# Сенат Австралії
Австралійський Сенат (англ. Senate) — верхня палата австралійського парламенту.

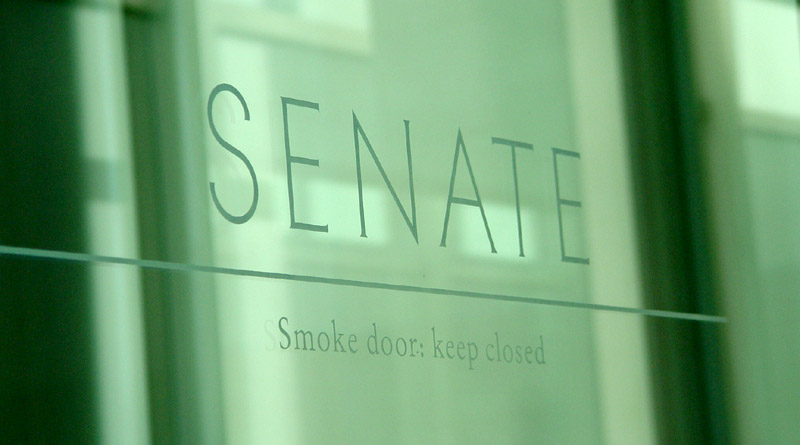
Вхід до Сенату

У Сенаті кожний з 6 штатів держави представлений 12 сенаторами, а кожна територія — двома. Вибори до Сенату проходять за партійними списками. Сенатори обираються на 6 років. Кожні три роки переобирається половина Сенату. Сенатори від територій обираються на половину звичайного терміну, тобто, на три роки.
Термін виконання повноважень у сенаторів фіксований — з 1 липня по 30 червня. У той же час вибори до сенату проводяться одночасно з виборами до Палати представників, і оскільки знову обрані сенатори можуть зайняти свої місця лише 1 липня, то якийсь час Палаті представників нового скликання доводиться працювати із сенаторами старого складу, що програли вибори.
За Конституцією дозволяється змінювати число сенаторів — при цьому кожен з первісних штатів повинен зберігати рівне представництво і мати не менше 6 сенаторів. Це положення не стосується знову прийнятих штатів і територій. Відповідно до парламентського акту 1973 року Австралійська Столична Територія і Північна Територія обирають по два сенатори.
При цьому до 1949 кожен штат обирав по 6 сенаторів; з 1949 — по десять; з 1984 — по дванадцять.

## Особливості

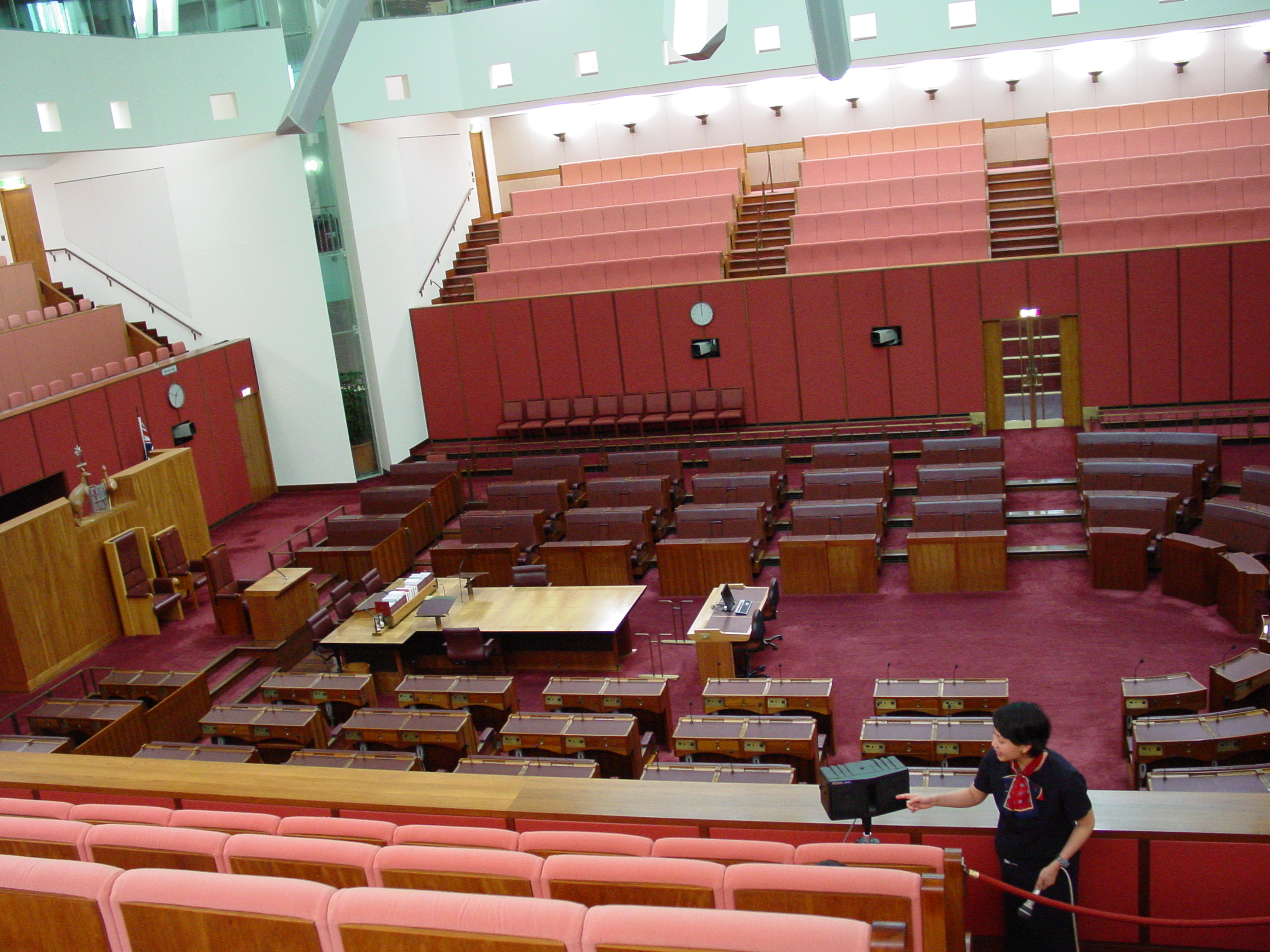
Зала засідань австралійського Сенату

Австралійський Сенат було створено відповідно до Конституційного акту Австралійської Співдружності (Commonwealth of Australia Constitution Act) від 1900 року як один з найважливіших елементів системи управління Австралії як федеративної держави. Унікальною характеристикою Австралійського Сенату, що відрізняє його від верхніх палат парламентів решти держав, що входили до Вестмінстерської системи, є те, що він являє собою не рудиментарний орган, що володіє обмеженими функціями в структурі законодавчої влади, а орган, що відіграє активну роль у законодавчому процесі. Частково його функції відповідають функціям Сенату США. Таку структуру було запропоновано з метою підвищення ролі малонаселених сільськогосподарських штатів у федеральному парламенті.
Прем'єр-міністр Австралії, відповідно до Конституції, є членом нижньої палати парламенту — Палати представників — але міністри його кабінету можуть бути членами як нижньої, так і верхньої палати, при цьому обидві палати мають практично рівні законодавчі повноваження. Зокрема, це викликано бажанням малонаселених сільських штатів мати можливість відстоювати свої інтереси так само, як це можуть робити депутати у Палаті представників.
Австралійський Сенат, як багато інших верхніх палат парламентів, покликаний забезпечувати рівне представництво регіонів у цілому — і, в силу цього, наприклад, Тасманію з населенням 450 тис. представляють стільки ж сенаторів, як і Новий Південний Уельс, де проживає 6 млн. У той же час всередині кожного регіону вибори сенаторів проходять за пропорційною системою, в результаті чого Сенат, зазвичай, з політичної точки зору значно ширше представляє політичний спектр уподобань виборців, ніж Палата представників, яка практично є двопартійним органом. Сенатори ширше представляють населення і з точки зору місця проживання, віку та інтересів — і тому цей орган менше політизований у своєму підході до законодавчого процесу.

## Партійне представництво
У 2010 році у Сенаті були представлені такі політичні партії:
- Австралійська партія зелених — Australian Greens — 5 місць
- Австралійська лейбористська партія — Australian Labor Party — 32 місця
- Аграрна ліберальна партія — Country Liberal Party — 1 місце
- Родина передусім — Family First Party — 1 місце
- Ліберальна партія Австралії — Liberal Party of Australia — 32 місця
- Національна партія Австралії — National Party of Australia — 4 місця
- Незалежні — 1 місце

У Сенаті попередніх скликань також були представлені Демократична лейбористська партія (Democratic Labor Party), Партія однієї нації (One Nation Party) і Партія ядерного роззброєння (Nuclear Disarmament Party), Австралійські демократи — Australian Democrats.
За результатами виборів 2010 місця в Сенаті розподілилися наступним чином:
| Партія | Партія                             | Голосів    | %     | Зміна | Виграно місць | Всього місць | Зміна |
| ------ | ---------------------------------- | ---------- | ----- | ----- | ------------- | ------------ | ----- |
|        | Ліберально-національна коаліція    | 4,871,871  | 38.30 | –1.47 | 18            | 34           | –3    |
|        | Австралійська лейбористська партія | 4,469,734  | 35.13 | –5.17 | 15            | 31           | –1    |
|        | Австралійська партія зелених       | 1,667,315  | 13.11 | +4.07 | 6             | 9            | +4    |
|        | Родина передусім                   | 267,493    | 2.10  | +0.48 | 0             | 0            | –1    |
|        | Демократична лейбористська партія  | 134,987    | 1.06  | +0.14 | 1             | 1            | +1    |
|        | Незалежні                          | 55,786     | 0.44  | –0.94 | 0             | 1            | 0     |
|        | Інші                               | 1,255,047  | 9.86  | +2.89 | 0             | 0            | 0     |
|        | Всього                             | 12,722,233 |       |       | 40            | 76           |       |